# Cinnoberspökuggla
Cinnoberspökuggla (Ninox ios) är en nyligen beskriven fågelart i familjen ugglor.

## Utseende och läten
Cinnoberspökugglan är en liten (22 cm) bjärt färgad spökuggla. Fjäderdräkten är enhetligt rostbrun förutom vitaktiga fläckar på skapularerna, vitaktiga spolstreck på undersidan och svag mörkare fjällning längst bak samt smala mörka band på stjärtpennorna. Fläckig spökuggla, brun spökuggla och ockraspökugglan är alla större med tydligare ansiktsteckning.

## Utbredning och statistik
Fågeln förekommer på nordöstra Sulawesi, i Bogani Nani Wartabone National Park. Den behandlas som monotypisk, det vill säga att den inte delas in i några underarter.

## Status
Arten har ett stort utbredningsområde och beståndet anses stabilt. Internationella naturvårdsunionen IUCN listar den därför som livskraftig (LC).